# عملية ديكون
عملية ديكون هي عملية كيميائية صناعية استخدمت فيما سبق للحصول على غاز الكلور من أكسدة كلوريد الهيدروجين، والذي كان يستحصل عليه ناتجاً ثانوياً من عملية لوبلان. تنسب هذه العملية إلى مخترعها البريطاني هنري ديكون Henry Deacon، الذي عاش في الفترة ما بين 1822-1876؛ وكانت من أولى العمليات الصناعية لتحضير الكلور تجارياً، والمطلوب لتحضير مستحضرات التبييض.
لا تعد عملية ديكون (أكسدة كلوريد الهيدروجين للحصول على الكلور) الخيار الأول للحصول على الكلور حالياً على صعيد صناعي، إذ يستحصل الكلور بشكل أساسي وفق عملية الكلور القلوي.

## العملية
تعتمد عملية ديكون على أكسدة مركب كلوريد الهيدروجين:
{\displaystyle {\ce {4 HCl + O2 -> 2 Cl2 + 2H2O}}}
يجري التفاعل عند درجات حرارة تتراوح بين 400-450 °س، بوجود عدد من الحفازات المطورة من عدة شركات:
- عملية كيل-كلور المطورة من شركة KBR، ويستخدم فيها حفاز من حمض نتروزيل الكبريتيك
- عملية شل-كلور المطورة من شركة شل للنفط، ويستخدم فيها حفازات من النحاس مثل كلوريد النحاس الثنائي
- عملية كلور-MT المطورة من شركة ميتسوي للكيماويات (Mitsui Chemicals)، ويستخدم فيها حفازات من الكروم

في حين أن شركة سوميتومو (Sumitomo Group) تستخدم حفاز يعتمد على أكسيد الروثينيوم الرباعي لإنتاج الكلور وفق هذه العملية.